# Фелис, Фредерик-Шарль де
Фредери́к-Шарль де Фели́с (фр. Frédéric-Charles de Félice; 1775, Ивердон — 8 апреля 1809, Мец) — протестантский священник.

## Происхождение
Сын швейцарского энциклопедиста, учёного, философа и книгоиздателя итальянского происхождения Фортюне-Бартельми де Фелиса и его второй жены Луиз Мари Перреле. Младший брат священника Фортюне-Бернара де Фелиса.  

## Биография
Родился в 1775 году в Ивердоне. Занимал должность священника в швейцарском Сент-Имье. В октябре 1801 года был переведён во французский город Мец, где стал первым священником после запрета отправления религиозных культов во время Великой французской революции. С 1804 года занимал одновременно должность преподавателя местного лицея. Скончался 8 апреля 1809 года, на следующий день после Пасхи.